# Sheyi Ojo
Sheyi Ojo, född 19 juni 1997 i Hemel Hempstead, England, är en engelsk-nigeriansk fotbollsspelare som spelar för slovenska Maribor.

## Karriär
Den 31 augusti 2021 lånades Ojo ut av Liverpool till Millwall på ett säsongslån.
Den 13 juli 2022 värvades Ojo av Cardiff City, där han skrev på ett tvåårskontrakt. Den 16 augusti 2023 lånades Ojo ut till belgiska Kortrijk på ett säsongslån.
Den 6 september 2024 värvades Ojo av slovenska Maribor, där han skrev på ett tvåårskontrakt.